# Stationswijk (Sint-Niklaas)
De Stationswijk is een wijk gelegen in de stad Sint-Niklaas in Oost-Vlaanderen. De wijk ligt ten noordoosten van de Grote Markt en vormt de verbinding tussen het oudste deel van de stad en het station. Het Regentieplein, het Stationsplein en de Stationsstraat maken hiervan deel uit. De Stationswijk grenst onder andere aan de Elisabethwijk en de Driekoningenwijk.

## Geschiedenis
De komst van de spoorlijn en de bouw van het station was de aanleiding om de wijk aan te leggen. Als eerste werd in 1845 de plaats van het station en de route van de Stationsstraat vastgelegd. Er werd gekozen voor een onbebouwde plek aan de oostelijke kant van de stad. Hierna werden de eerste herenhuizen opgericht. Stadsarchitect Jan De Somme-Servais werkte een symmetrisch plan uit met de Stationsstraat als middellijn en de Hofstraat, de Grote Markt, de Anker- en de Truweelstraat als grenzen. Het was de eerste keer in de geschiedenis van Sint-Niklaas dat er planmatig aan stadsuitbreiding werd gedaan.
Door moeilijkheden met onteigeningen aan de kant van de Hofstraat kon het plan niet volledig uitgewerkt worden. Ook een totaal nieuw plan vanaf 1850 brachten niets op. In 1902 werd wel nog de Prins Albertstraat aangelegd, met huizen in de art-nouveaustijl. Uiteindelijk ontstond er een wijk met het Regentieplein als middelpunt. Van daaruit vertrekken vijf straten (in plaats van de geplande acht). Daarnaast vertrekken er drie straten vanaf de oorspronkelijke plaats van het station, namelijk de Stationsstraat (verbinding met de Grote Markt), de Prins Albertstraat (verbinding met het Regentieplein) en de Mercatorstraat.
Nadat de Stationsstraat in 2012-2013 als voetgangersgebied is heraangelegd, krijgt een groot deel van de wijk vanaf 2019 een heraanleg om deze aantrekkelijker, veiliger en groener te maken.

## Bezienswaardigheden
In de wijk liggen verschillende bezienswaardigheden:
- Casinopark in de Stationsstraat
- Huis Janssens
- Mercatormuseum
- Mercatorpark
- Regentieplein met Rolliersmonument
- Salons voor Schone Kunsten
- SteM Zwijgershoek
- Volkshuis

Verder wordt de wijk gekenmerkt door de vele statige herenhuizen, in diverse stijlen.

## Galerij

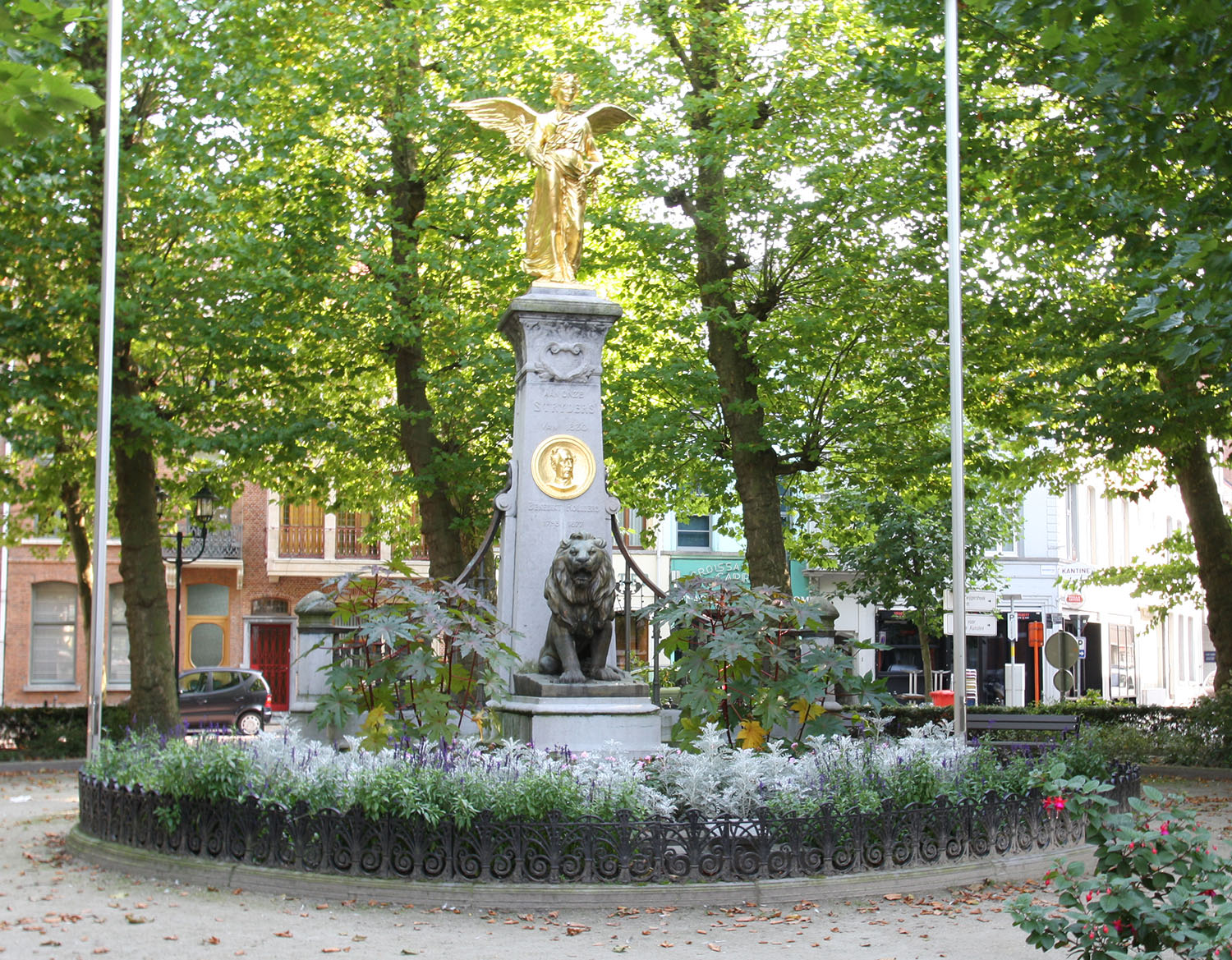
Het Rolliersmonument op het Regentieplein
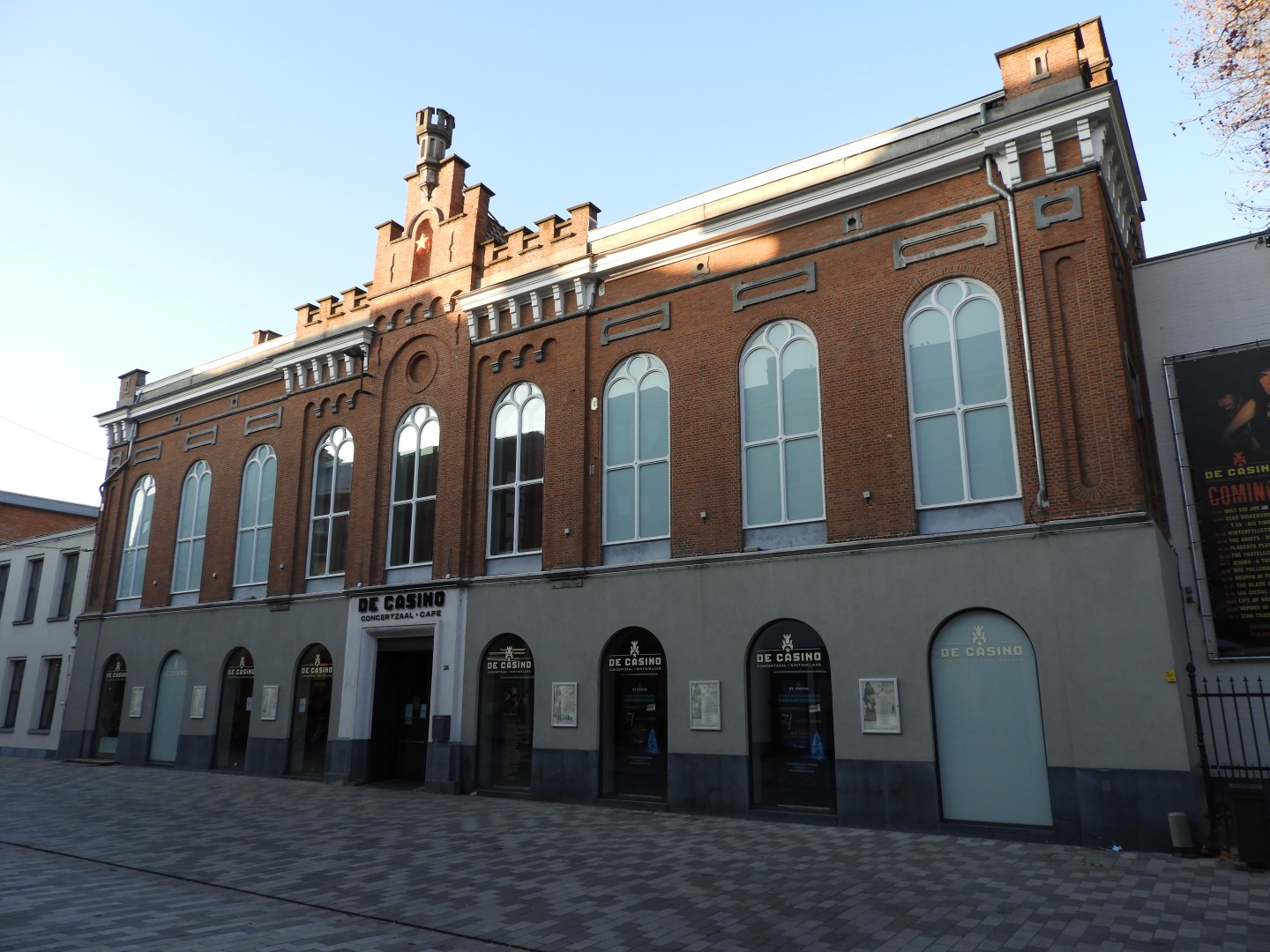
Concertzaal De Casino in de Stationsstraat
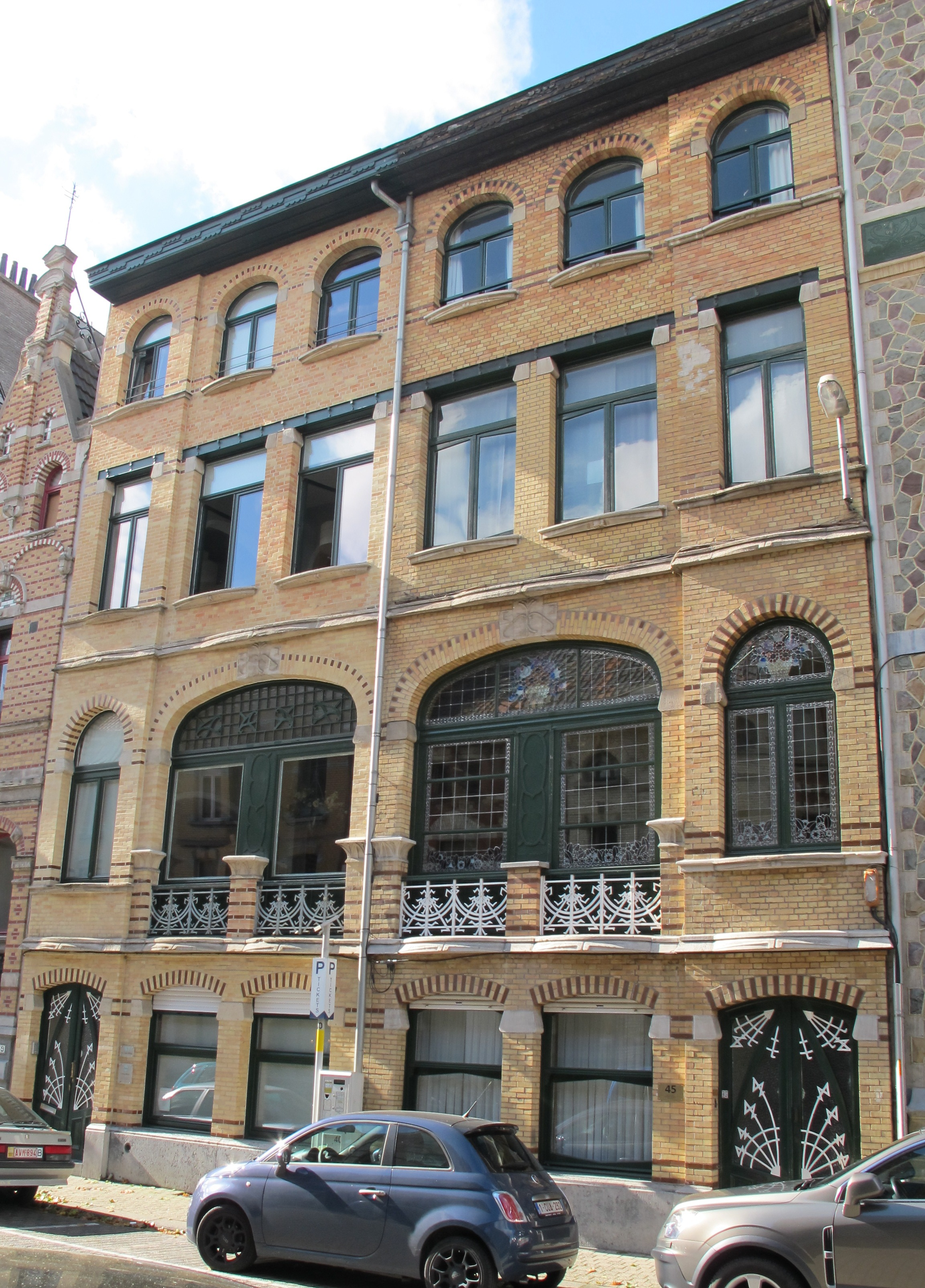
Art-nouveauhuizen in de Prins Alberstraat, naar ontwerp van J. Welvaert
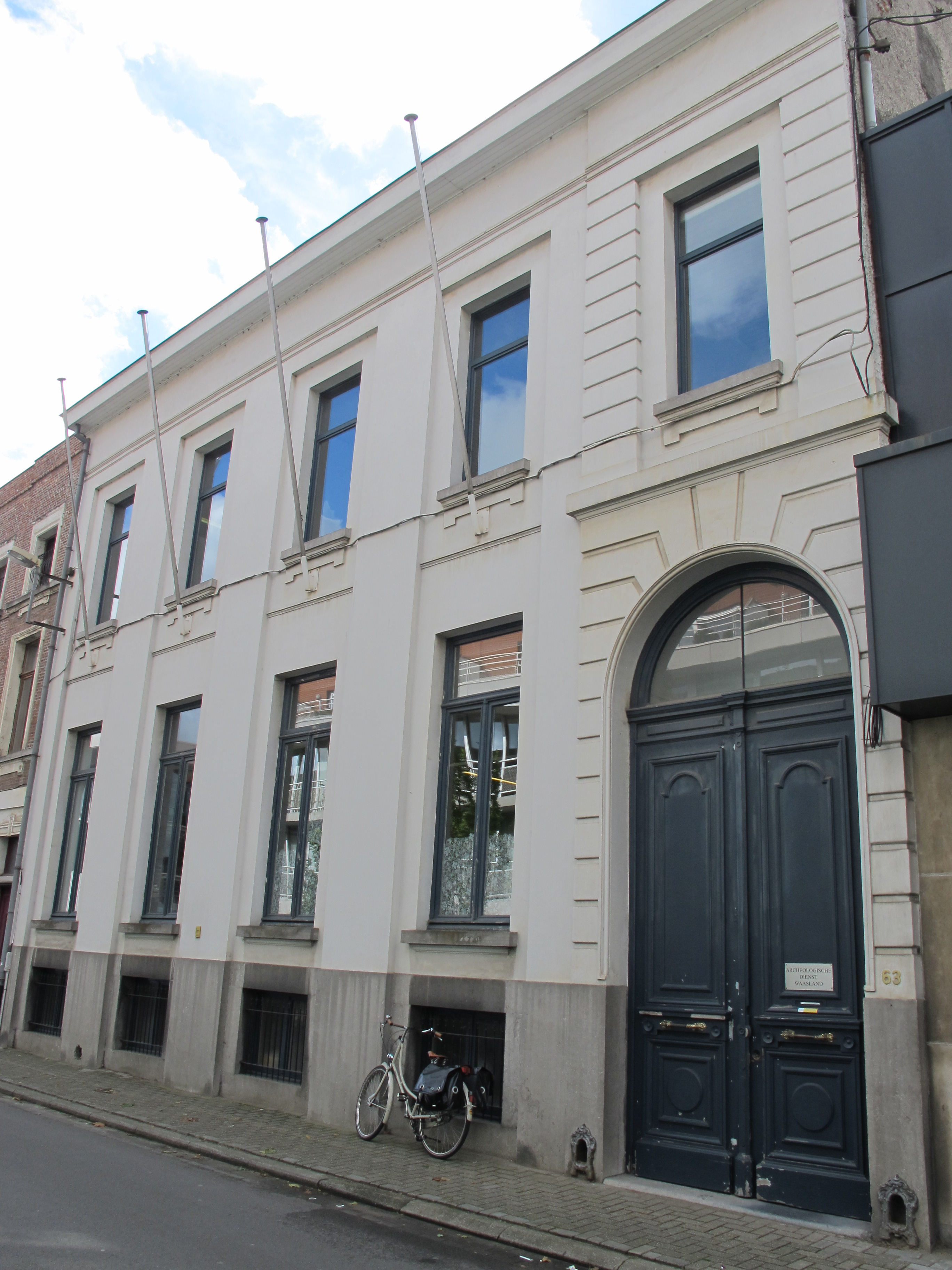
Klassiek herenhuis in de Regentiestraat
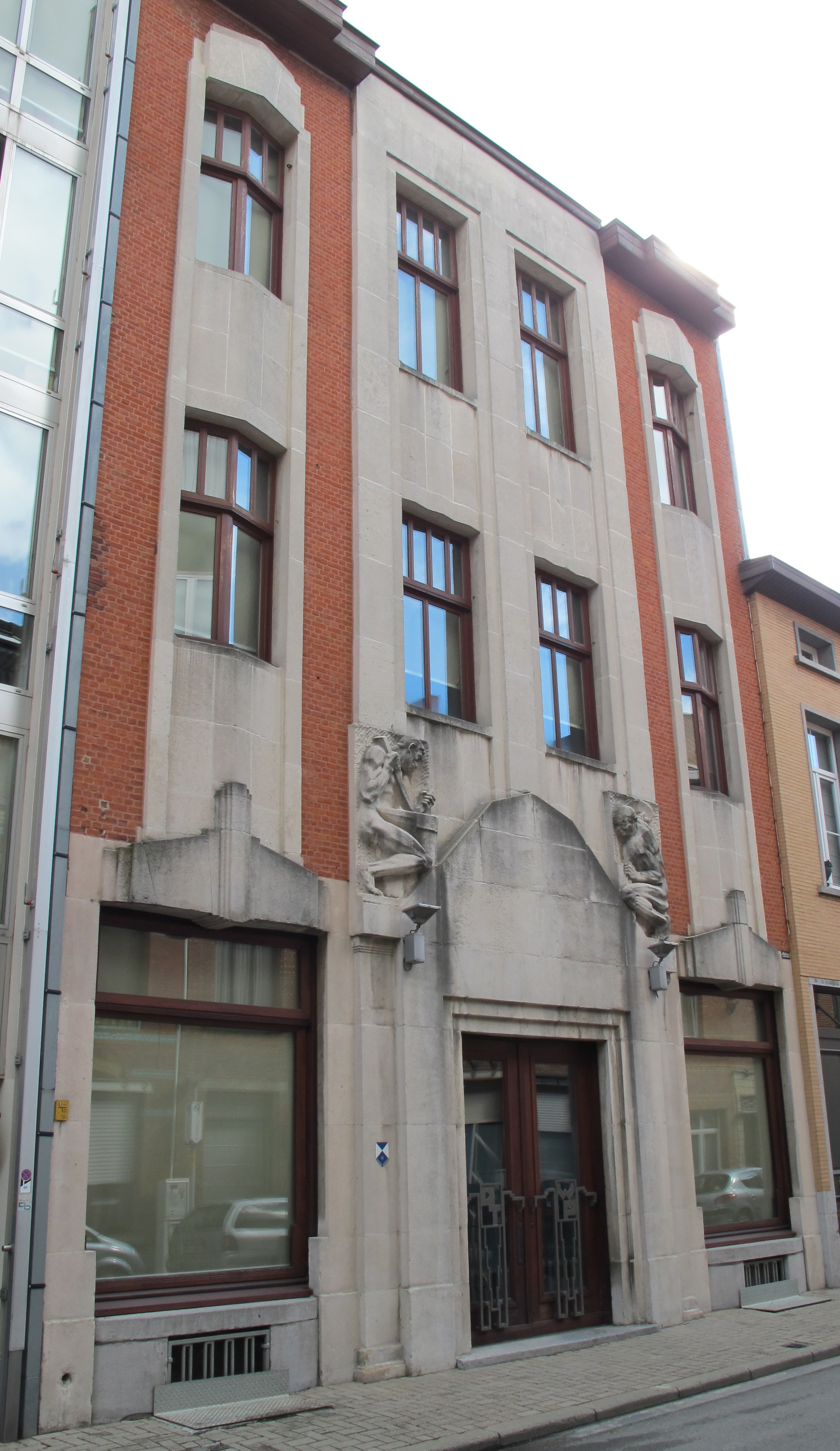
Het Volkshuis in de Vermorgenstraat

Deelgemeenten: Belsele · Nieuwkerken-Waas · Sinaai · Sint-Niklaas

Overige plaatsen en wijken: Baenslandwijk · Clementwijk · Dillaertwijk · Driegaaien · Driekoningenwijk · Drielinden · Duizend Appels · Eindeken · Elisabethwijk · Fabiolawijk · Godschalk · Hertjen · Hoogkameren · Kettermuit · Kletterbos · Krekel · Molenwijk · Ossenhoek · Patotterij · Populierenwijk · Priesteragiewijk · Puivelde · Stationswijk · Ster · Tereken · Valk · Vlijminckshoek · Vossekot · Vosselwijk · Watermolenwijk · Westakkers · Wijnveld · Zwaanaarde

Belgische gemeenten · Arrondissement Sint-Niklaas · Oost-Vlaanderen · Vlaanderen